# Nyamvura
Nyamvura är ett vattendrag i Burundi.   Det ligger i provinsen Ruyigi, i den centrala delen av landet, 100 km öster om huvudstaden Bujumbura.
Omgivningarna runt Nyamvura är en mosaik av jordbruksmark och naturlig växtlighet. Runt Nyamvura är det ganska tätbefolkat, med 160 invånare per kvadratkilometer.